# Trypanosoma cruzi
Trypanosoma cruzi (někdy trypanozoma americká nebo trypanozoma Chagasova) je parazitický prvok z rodu Trypanosoma, původce Chagasovy choroby čili americké trypanozomiázy. Řadí se do skupiny trypanozom Stercoraria, které dokončují svůj vývoj v zadní část trávicí soustavy přenašečů (v tomto případě ploštic).

## Patogeneze
Druh Trypanosoma cruzi je velice hostitelsky nespecifický, což znamená, že napadá široké spektrum divokých i domácích zvířat. Vyskytuje se v Jižní Americe (na jih až v Argentině) a v Severní Americe (na sever až do Texasu). Přenašeči těchto prvoků jsou ploštice zákeřnice (podčeleď Triatominae). Z výkalů těchto krevsajících ploštic se zanáší do ran trypomastigoti a v buňkách tohoto dalšího hostitele (např. člověka) se začnou množit jako tzv. amastigoti. Toto stadium přebývá v nejrůznějších orgánech, jako je srdce, mozek či játra. Postupně se trypanozomy uvolňují do krve, odkud mohou být jako trypomastigoti nasáti plošticí. Vyvíjí se v střevě zákeřnice (jako epimastigoti a posléze trypomastigoti) a s výkaly odcházejí ven, čímž se kruh uzavírá.
Od T. brucei se její životní cyklus liší existencí drobného amastigota žijícího uvnitř tělních buněk obratlovčího hostitele.